# Казачий Яр
Казачий Яр (укр. Козачий Яр) — село, относится к Любашёвскому району Одесской области Украины.
Население по переписи 2001 года составляло 242 человека. Почтовый индекс — 66561. Телефонный код — 4864. Занимает площадь 1,054 км². Код КОАТУУ — 5123383803.

## Местный совет
66560, Одесская обл., Любашёвский р-н, с. Троицкое